# Джордж Тейлор
Сер Джордж Тейлор (англ. George Taylor; 15 лютого 1904, Единбург – 13 листопада 1993, Данбар) - шотландський ботанік, член Лондонського королівського товариства та Лондонського Ліннеївського товариства.
Він був директором Королівських ботанічних садів в К'ю з 1956 до 1971 року.

## Окремі публікації
- George Taylor, William Jackson Bean, Trees and shrubs hardy in the British Isles, 1914, 1988.
- George Taylor, An account of the genus Meconopsis, 1934, 1985
- George Taylor & Blanche Henrey, Flower portraits, 1938
- George Taylor & John Smart, Bibliography of key works for the identification of the British fauna and flora, 1942, 1953
- George Taylor, Lae Herbarium, Papua and New Guinea, 1965
- George Taylor, Index Kewensis plantarum phanegamarum. ductu et consilio Georgii Taylor confecerunt Herbarii Horti Regii Botanici Kewensis curatores, 1970
- George Taylor, Spiralian embryology, 1972.